# Frode Sørensen (Radsportler)
Frode Otto Sørensen (* 8. Februar 1912 in Kopenhagen; † 1. August 1980 in Stockholm) war ein dänischer Radrennfahrer und nationaler Meister im Radsport.

## Sportliche Laufbahn
Frode Sørensen startete für den Verein ABC Kopenhagen. Er war Teilnehmer der Olympischen Sommerspiele 1932 in Los Angeles und 1936 in Berlin.  Bei den Spielen 1932 gewann er die Silbermedaille in der Mannschaftswertung mit Harry Hansen und Leo Nielsen hinter Italien. Im Einzelrennen belegte er 1932 den 5. Platz, 1936 den 12. Platz. 1937 wurde er Zweiter der UCI-Straßen-Weltmeisterschaften hinter Adolfo Leoni, 1931 war er bereits 10. geworden, 1934 folgte der 8. Platz. 1931 gewann er seine erste dänische Meisterschaft im Straßenrennen. Den Titel konnte er ein Jahr später verteidigen. 1935, 1936 und 1938 wurde er erneut Dänischer Meister. Am Ende der Saison 1935 gewann er das Rennen Prag–Karlovy Vary–Prag. Bei einem der wichtigsten dänischen Rennen, der Fyen Rundt, konnte er 1940 den Sieg erringen. Die Nordischen Meisterschaften im Radsport gewann er viermal. 1935, 1936 und 1937 holte er mit dem dänischen Team den Mannschaftstitel, 1936 gewann im Einzelrennen. 1939 fuhr er kurzzeitig als Berufsfahrer, nahm aber wieder eine Lizenz als  Amateur auf. 1946 übersiedelte er nach Schweden.

## Berufliches
Von Beruf war er Maschinenarbeiter. Nach seiner Laufbahn war er zeitweilig Nationaltrainer in Schweden.